# 한혜연 (스타일리스트)
한혜연(1971년 9월 18일 ~ )은 대한민국의 패션 스타일리스트이다.

## 출연 작품

### 텔레비전 프로그램
- 《골든 12》 (2012)
- 《도전! 수퍼모델 코리아 3》 (2012) - 심사위원
- 《솔드 아웃》 (2012)
- 《겟 잇 스타일 2014》 (2014) - 진행
- 《NEW 솔드 아웃》 (2014) - 진행
- 《마이 리틀 텔레비전》 (2015)
- 《매력티비》 (2016)
- 《온스타일 LIVE - 기부티크》 (2016)
- 《런드리 데이》 (2016-2017) - 진행
- 《나 혼자 산다》 (2017,2019-)
- 《엄마는 연예인》 (2017)
- 《라디오스타》 (2017)
- 《발칙한 동거 - 빈방 있음》 (2017)
- 《미친딜리버리 시즌 1, 2》 (2018)
- 《해피투게더 3》 (2018)
- 《바람난 언니들》JTBC2 (2019) - 고정
- 《언니네 쌀롱》 (2019)
- JTBC 《아는 형님》출연.
- 《밥블레스유2》 Olive (2020)
- 《구해줘 홈즈》 MBC (2020)
- 《고간지》(2020) - 심사위원

### 드라마
- 2014년 tvN 《로맨스가 필요해 3》 - 디자이너 역 (특별출연)

## 수상
| 연도 | 시상식           | 부문         | 작품                      |
| ---- | ---------------- | ------------ | ------------------------- |
| 2019 | MBC 방송연예대상 | 멀티테이너상 | 나 혼자 산다, 언니네 쌀롱 |

## 같이 보기
- 슈스스TV

| 1 대 100 우승자               |                               |                               |
| 이전                          | 한혜연                        | 다음                          |
| 성혁                          | 한혜연                        | 남궁인                        |
|                               |                               |                               |
| 2014년 11월 4일, 361회 방송분 | 2016년 2월 23일, 424회 방송분 | 2017년 1월 31일, 470회 방송분 |